# Милис
Милис (итал. Milis) — коммуна в Италии, располагается в области Сардиния, подчиняется административному центру Ористано.
Население коммуны составляет 1670 человек, плотность населения составляет 88,78 чел./км². Занимает площадь 18,81 км². 
Почтовый индекс — 9070. Телефонный код — 0783.
Покровителем коммуны почитается святой Себастьян, празднование 20 января.